# New Brunswick Rugby Union
 New Brunswick Rugby Union  ou fédération de rugby à XV du Nouveau-Brunswick, est une fédération  de rugby à XV canadienne. 
Elle administre la pratique du rugby à XV dans le Nouveau-Brunswick, province du Canada. La Maritime Elite League, championnat interligue, représente le niveau le plus élevé du rugby dans le Nouveau-Brunswick, suivie par la Senior Men A et la Senior Men B.

## Liste des clubs masculins

### Maritime Elite League
| - PEI Mudmen - Date de création : 1977 - Ville : Charlottetown - Enfield RFC - Date de création : 2007 - Ville : Enfield - Fredericton Loyalists - Date de création : 1961 - Ville : Fredericton | - Saint John Trojans - Date de création : 1919 - Ville : Saint John - Halifax Tars - Date de création : 1974 - Ville : Halifax - Halifax RFC - Date de création : 1958 - Ville : Halifax |

### Senior Men A
- Saint John Trojans A   
  - Date de création : 1919
  - Ville : Saint John
- Fredericton Loyalists A 
  - Date de création : 1961
  - Ville : Fredericton
- Belleisle Rovers                     
  - Date de création :
  - Ville : Belleisle

### Senior Men B
| - Saint John Trojans B - Date de création : 1919 - Ville : Saint John - Fredericton Loyalists B - Date de création : 1961 - Ville : Fredericton - Belleisle Rovers A - Date de création : - Ville : Belleisle | - Valley Wildmen - Date de création : - Ville : Woodstock - Moncton Black Tide - Date de création : - Ville : Moncton - Saint John Irish - Date de création : - Ville : Saint John |

## Palmarès de laMaritime Elite League
| Saison | Vainqueur             | Score   | Finaliste             |
| ------ | --------------------- | ------- | --------------------- |
| 1923   | Dalhousie University  | -       | -                     |
| ...    | -                     | -       | -                     |
| 2000   | Halifax RFC           | -       | -                     |
| ...    | -                     | -       | -                     |
| 2005   | Fredericton Loyalists | -       | -                     |
| ...    | -                     | -       | -                     |
| 2010   | Halifax Tars          | -       | -                     |
| 2011   | Fredericton Loyalists | 25 - 24 | Halifax RFC           |
| 2012   | Halifax Tars          | 28 - 10 | Saint John Trojans    |
| 2013   | -                     | -       | -                     |
| 2014   | Halifax Tars          | 66 - 10 | Fredericton Loyalists |
| 2015   | -                     | -       | -                     |
| 2016   | -                     | -       | -                     |

## Palmarès de laSenior Men A
| Saison | Vainqueur             | Score | Finaliste             |
| ------ | --------------------- | ----- | --------------------- |
| ...    | -                     | -     | -                     |
| 2010   | Saint John Trojans    | -     | Fredericton Loyalists |
| 2011   | Fredericton Loyalists | -     | Belleisle Rovers      |
| 2012   | -                     | -     | -                     |
| 2013   | -                     | -     | -                     |
| 2014   | Saint John Trojans    | -     | Fredericton Loyalists |
| 2015   | -                     | -     | -                     |
| 2016   | -                     | -     | -                     |

## Palmarès de laSenior Men B
| Saison | Vainqueur             | Score | Finaliste        |
| ------ | --------------------- | ----- | ---------------- |
| ...    | -                     | -     | -                |
| 2010   | Saint John Trojans    | -     | Belleisle Rovers |
| 2011   | Fredericton Loyalists | -     | Belleisle Rovers |
| 2012   | -                     | -     | -                |
| 2013   | -                     | -     | -                |
| 2014   | Moncton Black Tide    | -     | -                |
| 2015   | -                     | -     | -                |
| 2016   | -                     | -     | -                |